# 欣顿狸藻
欣顿狸藻（学名：Utricularia hintonii）為狸藻屬一年生小型岩生食虫植物。其种加词“hintonii”来源于美国植物采集者G·B·欣顿（G. B. Hinton）。其为墨西哥的特有种，仅存在于距离墨西哥城西南偏西约160公里处的模式产地。1933年6月10日，彼得·泰勒正式描述了欣顿狸藻。